# Кочура, Александр Григорьевич
Александр Григорьевич Кочура (укр. Олександр Григорович Кочура; род. 7 марта 1986, Кировоград) — украинский футболист, полузащитник. По окончании выступлений стал тренером

## Биография
Родился 7 марта 1986 года, в Кировограде. В ДЮФЛ Украины выступал за кировоградские команды «Звезда» (31 матч, 6 голов) и «Олимпик» (41 матч, 7 голов).
Дебютировал в основной команде «Звезды» 5 сентября 2004 года, в матче с никопольским «Электрометаллургом-НЗФ». В начале 2007 года перешёл «Нефтяник» (Долина), однако не смог пробиться в основной состав и летом того же года вернулся в Кировоград, в «Олимпик».
В 2008 году вернулся в «Звезду», где быстро стал одним из лидеров команды и помог клубу в первом же сезоне выйти в первую лигу, где продолжил быть основным игроком клуба, в связи с чем его заприметил один из лидеров первой лиги, ПФК «Александрия». Однако, в новой команде Кочура не смог стать основным игроком и редко проводил на поле весь матч, поэтому по окончании сезона вернулся в родную «Звезду».
После возвращения Кочура снова стал лидером кировоградской команды, в сезонах 2010/2011 и 2011/2012 став лучшим бомбардиром «Звезды» (а также четвёртым и третьим бомбардиром первой лиги в общем, соответственно). 23 июля 2011 года Александр Кочура провёл сотый матч в составе «Звезды» в Чемпионатах и Кубках Украины, выйдя в стартовом составе в домашнем матче против «Николаева» и отметившись забитым голом.
Летом 2012 года перешёл в киевскую «Оболонь», однако зимой того же года клуб прекратил существование и Кочура снова вернулся в «Звезду». В кировоградской команде не мог заиграть в течение длительного времени, из-за череды травм. В связи с этим в чемпионском для команды сезоне в Первой лиге Украины 2015/2016 провёл всего одну игру, выйдя на замену, в матче последнего тура против криворожского «Горняка». Дебютировал в высшем дивизионе 28 августа 2016 года, на 69-й минуте заменив Дмитрия Билонога в выездном матче против «Александрии»
Зимой 2017 года, из-за травм принял решение завершить карьеру. Тогда же вошёл в тренерский штаб молодёжной команды «Звезды». Летом 2018 года назначен тренером в штабе Андрея Горбаня, возглавившего основной состав «Звезды», после вылета команды в первую лигу. На должности тренера проработал до снятия команды с чемпионата в январе 2019 года. Затем возобновил выступления в «Звезде» в чемпионате Кировоградской области и любительском чемпионате Украины